# 辛西亞·麥金尼
辛西亞·安·麥金尼（英語：Cynthia Ann McKinney，1955年3月17日—）是美国的民主黨籍政治家。她曾選上6次眾議院議員。在2008年麥金尼曾被綠黨提名參選總統2008年。她是喬治亞州第一个州議會黑人妇女代表。
1988年，麥金尼當選了喬治亞州眾議院議員，這是她首次擔任立法機構議員。1992年，民主黨在喬治亞州第11區提名麦金尼參選眾議院議員，她當選後還連任了一次，並且因為1994年美國最高法院命令喬治亞州選區重新設置，麥金尼在新的第4区再次当选並連任，她總計擔任了10年的眾議院議員。
麦金尼在2002年的民主黨初選被丹尼斯·瑪傑特击败，暫停了她的政治生涯。今日美國認為是因為共和党開放交叉投票後兩黨在喬治亞州「奖励那些适度的候选人，并处罚他們以外的主流」，麥金尼才失敗。
2002年失利之後，麦金尼到處巡迴发表演讲，并担任911公民委員會专员。2004年10月26日，她與親屬被杀害的美國人們連署呼吁重新调查原因不明的911事件。 2004年，麥金尼再次当选眾議院議員。在国会，她主张解密有关中央情报局的文件，以及要求調查被暗殺的马丁·路德·金和被谋杀的吐派克·夏庫爾死因，並持续批评布希政府對911事件的應對。她支持反战争法规，且要求弹劾小布什总统、副总统迪克·切尼和国务卿康朵麗莎·萊斯等人。
她在2006年民主黨初選被汉克·约翰逊击败。2006年3月29日，她在國會和一個要求她驗證身分的警察爭打。在2007年9月她离开了民主党。
绿党曾试图招募麥金尼代表綠黨參加2000年和2004年的總統選舉。最后绿党提名她參加2008年总统选举，得票率約0.12％。
麦金尼和马来西亚前首相马哈迪·莫哈末于2009年4月出席在伦敦万豪酒店举行的“加沙种族灭绝”会议，该会议由马来西亚外交部召开。

## 早期的生活和政治生涯
辛西娅·麦金尼出生在乔治亚州的亚特兰大，她是前任乔治亚州議員比利·麦金尼和利奥拉·麦金尼的女兒。
麦金尼的父親會定期参加示威活动，這讓作为一名警官的他在亚特兰大的警察部门受到歧視。抗议時，他往往讓年轻的麦金尼坐在他的肩膀上一同參與。
麦金尼曾获得南加州大学國際關係學文學士、塔夫茨大学文學碩士等學位。 她畢業後担任高中教师，后来成为一个大学教授。
她的政治生涯开始于1986年，当她身為代表的父亲在喬治亚州議會提交她的名字參加代表海選。 她得到了大约40％的选票，尽管事实上，她住在牙买加。在1988年，麥金尼父女成了第一對同时在喬治亞州議會擔任議員的父女。
1991年，她发言時批判美國參與海湾战争，造成许多議員離場抗议她的发言。
2007年，麥金尼从亚特兰大市郊搬家到加州石頭山。 在2015年，她在安提俄克大學與烏戈·查維茲一起發表了一篇論文。

## 2008年绿党总统候选人

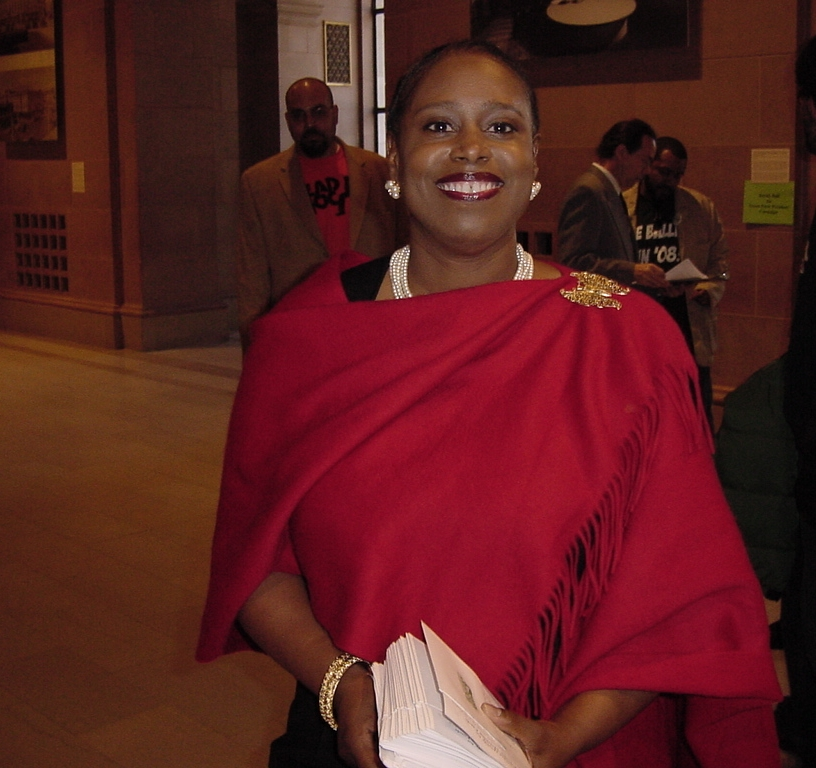
辛西娅·麦金尼在绿党总统候选人辩论发言之前，旧金山

麥金尼是綠黨2008年的總統候選人。7月9日，她宣布採用社運分子罗莎·克莱门特擔任副手。2008年9月10日，麦金尼和其他第三方和独立候选人召開新聞發布會。 参与者商定了四个基本原则：
- 早日结束伊拉克战争，并结束对其他国家战争威胁，如伊朗和俄罗斯。
- 保护隐私权和公民自由，包括呼吁废除 《爱国法》。
- 不增加国家债务
- 彻底调查联邦储备系统。

開票結果統計完之後，麦金尼與克萊門特僅獲得161,797票（0.12%的投票率），是所有候選人裡最低的。

## 2012年眾議院選舉
麥金尼2012年4月宣布，她將再度與漢克·約翰遜競爭喬治亞州第4選區的眾議員。 然而最後沒有成功。

## 獎項
- 2010年2月，慕尼黑的美國和平委員會（MAPC）頒給辛西婭·麥金尼「和平通過良心」獎。[25]

## 外部連結
- 中的“辛西亞·麥金尼”
- 2012 Congressional Campaign Website
- 麥金尼的個人官網 （页面存档备份，存于）
- Presidential campaign FEC disclosure report
- Cynthia McKinney: Live in Brooklyn. QuickTime Video. 11:30 minutes. Directed by Stephen Marshall. Guerrilla News Network. 2003. Retrieved May 12, 2005.
- Cynthia McKinney's campaign donor list newsmeat.com
- Cynthia McKinney on the issues （页面存档备份，存于）